# Norbert Madaras
Norbert Madaras (Eger, 1 de dezembro de 1979) é um jogador de polo aquático húngaro, bicampeão olímpico.

## Carreira
Madaras fez parte das equipes campeãs olímpicas nos Jogos Olímpicos de 2004 e 2008. Também integrou o elenco da Seleção Húngara de Polo Aquático que ficou em quinto lugar em Londres 2012.